# Okihiro-Syndrom
Das Okihiro-Syndrom – auch als (engl.) Duane-Radial Ray Syndrom (DRRS) bezeichnet – ist eine autosomal-dominant vererbte Kombination von Fehlbildungen.

## Symptome
Charakteristisch sind Fehlbildungen der oberen Gliedmaßen (fast identisch mit denen beim Holt-Oram-Syndrom) in Kombination mit einer Duane-Anomalie, eine besondere Form des Schielens, bei der man nicht nach außen sehen kann. Die Gliedmaßenfehlbildungen betreffen die Daumen (dreigliedrige Daumen, unterentwickelte (hypoplastische) Daumen, aber im Gegensatz zum Holt-Oram-Syndrom auch überzählige Daumen (präaxiale Polydaktylie)), und treten meist zusammen mit Fehlbildungen des Radius (Speiche) auf. Die Arme können aber auch verkürzt sein bis hin zu einer Phokomelie.
Daneben liegen oft Nierenfehlbildungen und/oder eine falsche Position der Nieren vor. Hörstörungen wurden zunächst als charakteristisch beschrieben, finden sich aber nur bei ca. 19 % der Betroffenen. Ohrfehlbildungen und Fußfehlbildungen kommen vor. Herzfehler sind ebenfalls nicht selten, hier Vorhofseptum- und häufiger Ventrikelseptum-Defekte. Einige Kinder mit Okihiro-Syndrom sind kleinwüchsig aufgrund eines Wachstumshormonmangels. Gelegentlich liegen Gesichtsasymmetrien vor. Auch eine Analatresie kann vorkommen.
Das Syndrom tritt vergleichsweise selten auf, die durchschnittliche Auftretenswahrscheinlichkeit liegt bei höchstens 1:100.000, wobei es in der Mehrzahl der Fälle sporadisch aufgrund einer Neumutation entsteht (hier liegen bisher keine Zahlen vor).

## Ursache
Ursache des Okihiro-Syndroms sind genetische Mutationen im Gen (Erbanlage) SALL4 (SAL-like Protein 4) auf Chromosom 20 Genlocus q13.13-13.2, die bei etwa 90 bis 95 % der Menschen mit dem Syndrom gefunden werden.
Das Okihiro-Syndrom kann mit einer Thalidomid-Embryopathie (Contergan-Syndrom) verwechselt werden, da beide Syndrome auf dem vollständigen Ausfalls des Transkriptionsfaktors des Gens SALL4 beruhen und gleiche Fehlbildungen aufweisen. Beim Okihiro-Syndrom sind natürlich auftretende Mutationen die Ursache. Beim Contergan-Syndrom werden durch Thalidomid auf breiter Ebene verschiedene Transkriptionsfaktoren abgebaut, darunter auch der des Gens SALL4.
Wegen des gleichen Schadensmusters wurde anfangs auch eine mutagene Wirkung von Thalidomid angenommen. Diese liegt jedoch nicht vor, da bei Menschen mit Contergan-Syndrom das SALL4-Gen unverändert ist. Durch den Nachweis von Gendefekten im SALL4-Gen bei Menschen mit Okihiro-Syndrom konnte gezeigt werden, dass ihre Fehlbildungen nicht auf der Einnahme von Thalidomid beruhen.
Wichtig ist die Unterscheidung vom Holt-Oram-Syndrom (verursacht durch Besonderheiten im Gen TBX5 auf Chromosom 12). Hier liegen dieselben Armfehlbildungen (mit Ausnahme der überzähligen Daumen, die es beim Holt-Oram-Syndrom – wenn überhaupt – nur extrem selten gibt) und Herzfehler vor. Etwa 80 % der Menschen mit Holt-Oram-Syndrom haben Herzrhythmusstörungen, die beim Okihiro-Syndrom nicht bekannt sind. Liegen neben den Herz- und Gliedmaßenfehlbildungen noch andere Fehlbildungen vor, ist ein Holt-Oram-Syndrom nahezu ausgeschlossen.
Das Okihiro-Syndrom kann auch mit dem Townes-Brocks-Syndrom verwechselt werden, das durch Defekte im ähnlichen Gen SALL1 auf Chromosom 16 entsteht. Das Syndrom ist gekennzeichnet durch Ohrfehlbildungen, Daumenfehlbildungen (wie beim Okihiro-Syndrom) und Analatresie. Der Radius ist aber bei diesem Syndrom nicht verkürzt. Allerdings kann auch beim Townes-Brocks-Syndrom selten eine Duane-Anomalie vorliegen.
Andere Besonderheiten mit sehr ähnlicher Symptomatik sind das Thrombozytopenie-Absent-Radius-Syndrom (TAR-Syndrom) (hier sind die Daumen immer erhalten, der Radius fehlt aber immer und die Thrombozytenzahl ist niedriger als üblich) und die Fanconi-Anämie (hier liegt eine besondere Brüchigkeit der Chromosomen vor sowie eine Tumorneigung).

## Prognose
Die Lebenserwartung von Menschen mit Okihiro-Syndrom ist im Allgemeinen nicht herabgesetzt. Therapeutisch von Bedeutung sind die Korrektur des meist milden Herzfehlers sowie Korrekturen der Fehlbildungen der Extremitäten und Schieloperationen zur Behandlung der Duane-Anomalie. Die Nierenfunktion muss überwacht werden, allerdings sind Funktionsstörungen der Nieren eher selten. Beim Verdacht auf Okihiro-Syndrom sollte frühzeitig ein Hörtest gemacht werden.